# Goniec Mazurski
Goniec Mazurski – tygodnik, czasopismo ruchu polskiego na Mazurach w Prusach Wschodnich – numer okazowy ukazał się w czerwcu 1905, pismo przestało ukazywać się w styczniu 1906. Tygodnik ukazujący się w nakładzie 250–450 egzemplarzy. Tygodnik bronił polskości Mazurów, popularyzował dzieła wielkich pisarzy polskich, piętnował antypolskie wystąpienia hakatystów, wskazywał na ponadzaborową łączność Polaków, interesował się zaborem rosyjskim. Dużo miejsca poświęcono rewolucji 1905 w Królestwie Polskim.